# 최상기 (1955년)
최상기(崔相基, 1955년 1월 3일~)은 대한민국의 정치인이다. 제42·43대 강원도 인제군수(2018~, 민선 7·8기)이다.

## 학력
- 가리산국민학교 2회 졸업
- 인제중학교 16회 졸업
- 인제농업고등학교 16회 졸업

## 경력
- 방위병 육군이병 소집 해제
- 1973.10.15 인제군 공무원 임용
- 1997.02.13~2003.06 강원도 인제군청 문화진흥과장
- 2003.07~2008.01 강원도 인제군청 기획감사실장
- 2008.02~2009.06 강원도 인제군청 주민생활지원과장
- 2009.07.11~2009.12 강원도 인재개발원 교육지원과장
- 2010.01~2010.12.30 강원도 자치행정국 총무과 서기관
- 2011.01~2011.09 강원도 인제군 부군수
- 2011.08~2011.09 강원도 인제군수 권한대행
- JCI-KOREA 인제 특우회원
- 2017.04~2017.05 제19대 대통령 선거 더불어민주당 문재인 후보 강원도 영서·북부지역 선거대책위원장
- 더불어민주당 강원도당 부위원장
- 2018.07~제42·43대 강원도 인제군수

## 저서
- 2018 새로운 인제를 꿈꾼다

## 수상
- 1998 우수공무원 대통령표창
- 2011 홍조근정훈장

## 역대 선거 결과
|  | 42.72% |

|  | 41.17% |

|  | 54.74% |

|  | 51.40% |

| 전임 이재호 | 강원도 인제군 부군수 2011년 1월 3일~2011년 9월 7일 | 후임 홍종각 |

| 전임 이기순 | 강원도 인제군수 권한대행 2011년 8월 19일~2011년 9월 7일 | 후임 (권한대행)홍종각 (재보궐)이순선 |

| 전임 이순선 | 제42·43대 강원도 인제군수(민선) 2018년 7월 1일~2023년 6월 10일 | 후임 (강원특별자치도 인제군의 승격) |

| 전임 (강원도 인제군의 승격) | 제43대 강원도 인제군수(민선) 2023년 6월 11일~ |  |